# Bebankh
Bebankh (fl. XVI secolo a.C.) è stato un sovrano egizio inserito nella XVII dinastia.

## Biografia
Sovrano originariamente noto attraverso il Canone Reale e la sala degli antenati di Karnak. Nel 1984 il ritrovamento di una stele, frammentaria, nelle miniere di galena di Gebel el-Zeit, sul mar Rosso, ne ha confermato l'esistenza.

## Liste reali
| N5 | wsr | s | n |

| N5 | wsr | s | n |

| N5 | wsr | s | n |

| N5 | wsr | s | n |

| N5 | wsr | s | n |

| N5 | wsr | s | n |

| N5 | wsr | s | n |

| N5 | wsr | s | n |

| N5 | s | wsr | s | r · D36 | HASH |

| N5 | s | wsr | s | r · D36 | HASH |

| N5 | s | wsr | s | r · D36 | HASH |

| N5 | s | wsr | s | r · D36 | HASH |

| N5 | s | wsr | s | r · D36 | HASH |

| N5 | s | wsr | s | r · D36 | HASH |

| N5 | s | wsr | s | r · D36 | HASH |

| N5 | s | wsr | s | r · D36 | HASH |

## Titolatura
| G5 |

| G5 |

|       |
| \| \| |
|       |
|       |

|  |

|       |
| \| \| |
|       |
|       |

|  |

| G16 |

| G16 |

|  |

| G8 |

| G8 |

|  |

| M23 · X1 | L2 · X1 |

| M23 · X1 | L2 · X1 |

| N5 | O34 | wsr | s | n |

| N5 | O34 | wsr | s | n |

| N5 | O34 | wsr | s | n |

| N5 | O34 | wsr | s | n |

| N5 | O34 | wsr | s | n |

| N5 | O34 | wsr | s | n |

| N5 | O34 | wsr | s | n |

| N5 | O34 | wsr | s | n |

| G39 | N5 |

| G39 | N5 |

| D58 | D58 | i | S34 |

| D58 | D58 | i | S34 |

| D58 | D58 | i | S34 |

| D58 | D58 | i | S34 |

| D58 | D58 | i | S34 |

| D58 | D58 | i | S34 |

| D58 | D58 | i | S34 |

| D58 | D58 | i | S34 |

## Cronologia
| Periodo                    | Dinastia      | Anni di regno                    |
| Secondo periodo intermedio | XVII dinastia | 1580 a.C. - 1570 a.C.(± 30 anni) |

| Autore | Anni di regno         |
| ------ | --------------------- |
| Franke | 1580 a.C. - 1572 a.C. |

| predecessore: Semenenra | Signore del Basso e dell'Alto Egitto | successore: Sekhemra Sedtawy |

| Dinastie contemporanee | Capitale |
| XV                     | Avaris   |
| XVI                    | varie    |